# Węgrzynów (powiat trzebnicki)
Węgrzynów (niem. Pflaumendorf) – wieś w Polsce położona w województwie dolnośląskim, w powiecie trzebnickim, w gminie Trzebnica.

## Podział administracyjny
W latach 1975–1998 miejscowość należała administracyjnie do województwa wrocławskiego.